# Bifrenariasläktet
Bifrenariasläktet (Bifrenaria) är ett växtsläkte i familjen orkidéer, som innehåller 30 epifytiska, eller ofta terrestra, arter genom hela Central- och Sydamerika. Släktnamnet refererar till de fyra pollinerna som sitter separerade på två stjälkar.
Pseudobulberna är fyrkantiga med upprätta blad som ger upphov till en stående blomstängel från basen av en mogen bulb. Stängeln bär upptill fem doftande blommor. Läppen av blomman är tre- eller fyrflikad och har en ensam långsträckt kallus utan kölar.
Bifrenariasläktets arter föredrar intermediära förhållanden med lättskuggat ljus och mycket vatten under tillväxten. När bulberna har mognat kan vattningen minska en aning.

## List
- Bifrenaria albiflora
- Bifrenaria atropurpurea
- Bifrenaria aurea
- Bifrenaria aureofulva
- Bifrenaria barbosae
- Bifrenaria bicornaria
- Bifrenaria calcarata
- Bifrenaria caparaoensis
- Bifrenaria charlesworthii
- Bifrenaria chloroleuca
- Bifrenaria clavigera
- Bifrenaria grandis
- Bifrenaria harrisoniae
- Bifrenaria inodora
- Bifrenaria leucopetala
- Bifrenaria leucorrhoda
- Bifrenaria lindmanniana
- Bifrenaria magnicalcarata
- Bifrenaria maguirei
- Bifrenaria melanopoda
- Bifrenaria mellicolor
- Bifrenaria racemosa
- Bifrenaria rudolfii
- Bifrenaria silvana
- Bifrenaria stefanae
- Bifrenaria steyermarkii
- Bifrenaria tetragona
- Bifrenaria tyrianthina
- Bifrenaria venezuelana
- Bifrenaria verboonenii
- Bifrenaria villosula
- Bifrenaria vinosa
- Bifrenaria vitellina
- Bifrenaria wendlandiana
- Bifrenaria wittigii